# 尾桴草
尾桴草（学名：Brachiaria reptans）为禾本科臂形草属下的一个种。

## 扩展阅读
- 維基物種上的相關：尾桴草